# Перебийніс Тетяна Юріївна
Тетя́на Ю́ріївна Переби́йніс (*15 грудня 1982, Харків) — українська тенісистка. У 2000 досягла фіналу на юніорському турнірі Вімблдон в одиночному розряді й перемогла на тому самому турнірі в парному розряді. Найвища позиція в рейтингу ВТА — № 55. Брала участь в Олімпійських іграх у Афінах (2004) і у Пекіні (2008).

## Фінали турнірів Великого шолома

### Мікст: 1 (0–1)
| Результат | Рік  | Championship         | Покриття | Партнер   | Опоненти                 | Рахунок  |
| --------- | ---- | -------------------- | -------- | --------- | ------------------------ | -------- |
| Поразка   | 2005 | Вімблдонський турнір | Трава    | Пол Генлі | Марі П'єрс Магеш Бгупаті | 4–6, 2–6 |

## Фінали турнірів WTA

### Одиночний розряд: 1 (0–1)
| Легенда                 |
| ----------------------- |
| WTA Championships (0/0) |
| Tier I (0/0)            |
| Tier II (0/0)           |
| Tier III (0/0)          |
| Tier IV & V (0/1)       |

| Результат | Ранг | Дата          | Турнір                           | Покриття | Опонент      | Рахунок  |
| --------- | ---- | ------------- | -------------------------------- | -------- | ------------ | -------- |
| Поразка   | 1.   | 8 серпня 2004 | Nordea Nordic Light Open, Швеція | Тверде   | Алісія Молік | 1–6, 1–6 |

### Парний розряд: 11 (6–5)
| Легенда               |
| --------------------- |
| WTA Championships (0) |
| Tier I (0)            |
| Tier II (2/1)         |
| Tier III (3/1)        |
| Tier IV & V (1/3)     |

| Результат | Ранг | Дата           | Турнір                                | Покриття | Партнерing                | Опоненти                                             | Рахунок               |
| --------- | ---- | -------------- | ------------------------------------- | -------- | ------------------------- | ---------------------------------------------------- | --------------------- |
| Поразка   | 1.   | 17 червня 2001 | Tashkent Open, Узбекистан             | Тверде   | Тетяна Пучек              | Петра Мандула Патріція Вартуш                        | 1–6, 4–6              |
| Перемога  | 1.   | 16 червня 2002 | Tashkent Open, Узбекистан             | Тверде   | Пучек Тетяна Миколаївна   | Мія Буріч Галина Фокіна                              | 7–5, 6–2              |
| Поразка   | 2.   | 23 лютого 2003 | Copa Colsanitas Santander, Колумбія   | Ґрунт    | Тіна Кріжан               | Катарина Среботнік Оса Свенссон                      | 2–6, 1–6              |
| Поразка   | 3.   | 14-Apr-2003    | Hungarian Ladies Open, Угорщина       | Ґрунт    | Кончіта Мартінес Гранадос | Петра Мандула Олена Татаркова                        | 3–6, 1–6              |
| Перемога  | 2.   | 28 липня 2003  | Orange Warsaw Open, Польща            | Ґрунт    | Сільвія Талая             | Марет Ані Лібуше Прушова                             | 6–4, 6–2              |
| Поразка   | 4.   | 4 серпня 2003  | Nordea Nordic Light Open, Фінляндія   | Ґрунт    | Сільвія Талая             | Євгенія Куликовська Татаркова Олена Валеріївна       | 2–6, 4–6              |
| Перемога  | 3.   | 21 лютого 2005 | Abierto Mexicano TELCEL, Мексика      | Ґрунт    | Аліна Жидкова             | Роса Марія Андрес Родрігес Кончіта Мартінес Гранадос | 7–5, 6–3              |
| Перемога  | 4.   | 1 травня 2005  | Warsaw Open, Польща                   | Ґрунт    | Барбора Стрицова          | Клаудія Янс Аліція Росольська                        | 6–1, 6–4              |
| Перемога  | 5.   | 30 квітня 2007 | Warsaw Open, Польща                   | Ґрунт    | Віра Душевіна             | Олена Лиховцева Олена Весніна                        | 7–5, 3–6, [10–2]      |
| Поразка   | 5.   | 11 січня 2008  | Sydney International, Австралія       | Тверде   | Пучек Тетяна Миколаївна   | Янь Цзи Чжен Цзє                                     | 4–6, 6–7(5–7)         |
| Перемога  | 6.   | 24 травня 2008 | Internationaux de Strasbourg, Франція | Ґрунт    | Yan Zi                    | Латіша Чжань Чжуан Цзяжун                            | 6–4, 6–7(3–7), [10–6] |

## Фінали ITF

### Одиночний розряд: 9 (4–5)
| Результат | Ранг | Дата | Турнір                              | Покриття | Категорія | Опонент            | Рахунок       |
| --------- | ---- | ---- | ----------------------------------- | -------- | --------- | ------------------ | ------------- |
| Поразка   | 1.   | 1998 | Ашкелон, Ізраїль                    | Тверде   | $10K      | Кім Кілсдонк       | 1–6, 6–3, 3–6 |
| Поразка   | 2.   | 1999 | Стамбул, Туреччина                  | Тверде   | $10K      | Надія Островська   | 2–6, 2–6      |
| Поразка   | 3.   | 1999 | Ашкелон, Ізраїль                    | Тверде   | $25K      | Ева Дірберг        | 4–6, 4–6      |
| Перемога  | 1.   | 1999 | Харків, Україна                     | Ґрунт    | $25K      | Ганна Запорожанова | 6–3, 6–3      |
| Перемога  | 2.   | 2000 | Стамбул, Туреччина                  | Тверде   | $50K      | Мірослава Ваврінец | 6–4, 6–3      |
| Поразка   | 4.   | 2001 | Маунт-Гамбір, Австралія             | Тверде   | $25K      | Сінді Вотсон       | 3–6, 4–6      |
| Перемога  | 3.   | 2003 | Сен-Годан (Верхня Гаронна), Франція | Ґрунт    | $75K      | Рената Ворачова    | 6–4, 6–1      |
| Поразка   | 5.   | 2006 | Гаммонд (Луїзіана), США             | Тверде   | $50K      | Ешлі Кергілл       | 4–6, 4–6      |
| Перемога  | 4.   | 2007 | Saint-Gaudens, Франція              | Ґрунт    | $50K      | Петра Цетковська   | 5–7, 7–5, 7–5 |

### Парний розряд: 7 (4–3)
| Результат | Ранг | Дата | Турнір                              | Покриття   | Категорія | Партнерing           | Опонент                           | Рахунок             |
| --------- | ---- | ---- | ----------------------------------- | ---------- | --------- | -------------------- | --------------------------------- | ------------------- |
| Перемога  | 1.   | 1999 | Стамбул, Туреччина                  | Тверде (i) | $10K      | Ірода Туляганова     | Надія Островська Alienor Tricerri | 6–3, 6–4            |
| Перемога  | 2.   | 1999 | Харків, Україна                     | Ґрунт      | $25K      | Надія Островська     | Катерина Сисоєва Зузана Валекова  | 5–7, 6–3, 6–3       |
| Перемога  | 3.   | 2000 | Батумі, Грузія                      | Ґрунт      | $75K      | Тетяна Пучек         | Маріана Діас-Оліва Ева Дірберг    | 1–4, 4–2, 4–1, 4–2  |
| Поразка   | 1.   | 2002 | Альбукерке, США                     | Тверде     | $75K      | Крістіна Вілер       | Франческа Любіані Мілагрос Секера | 6–1, 5–7, 5–7       |
| Перемога  | 4.   | 2003 | Сен-Годан (Верхня Гаронна), Франція | Ґрунт      | $75K      | Євгенія Куликовська  | Тетяна Пучек Анастасія Родіонова  | 7–6(10–8), 6–3      |
| Поразка   | 2.   | 2006 | Las Vegas, Nevada, США              | Тверде     | $75K      | Марія Фернанда Алвеш | Кейсі Деллаква Ніколь Пратт       | w/o                 |
| Поразка   | 3.   | 2006 | Чивітавекк'я, Італія                | Ґрунт      | $25K      | Барбора Стрицова     | Луціє Градецька Мартіна Мюллер    | 7–6(11–9), 3–6, 5–7 |

## Досягнення в одиночних змаганнях
| Турнір                                 | 1999 | 2000 | 2001     | 2002     | 2003     | 2004 | 2005     | 2006     | 2007     | 2008 | Career W-L |
| -------------------------------------- | ---- | ---- | -------- | -------- | -------- | ---- | -------- | -------- | -------- | ---- | ---------- |
| Турніри Великого шолома                |      |      |          |          |          |      |          |          |          |      |            |
| Відкритий чемпіонат Австралії з тенісу |      |      | К1р      | К3р      | К1р      | 1р   | 2р       |          | К2р      | 2р   | 2–3        |
| Відкритий чемпіонат Франції з тенісу   |      |      | К1р      | К1р      | 1р       | 3р   | 1р       |          | К2р      | 1р   | 2–4        |
| Вімблдонський турнір                   |      |      | К2р      | 1р       | 2р       | 3р   | 1р       | К2р      | 2р       | 2р   | 5–6        |
| Відкритий чемпіонат США з тенісу       |      |      | 1р       | К2р      | 2р       | 1р   |          | К1р      | 1р       | 3р   | 3–5        |
| Grand Slam Перемоги-Поразки            | 0–0  | 0–0  | 0–1      | 0–1      | 2–3      | 4–4  | 1–3      | 0–0      | 1–2      | 4–4  | 12–18      |
| Олімпійські Ігри                       |      |      |          |          |          |      |          |          |          |      |            |
| Теніс на Олімпійських іграх            | NH   |      | Not Held | Not Held | Not Held | 2р   | Not Held | Not Held | Not Held | -    | 1–1        |
| Турніри WTA Tier I                     |      |      |          |          |          |      |          |          |          |      |            |
| Мастерс Індіан-Веллс                   |      |      |          | К1р      | К1р      | 1р   | 1р       | К1р      |          | 1р   | 0–3        |
| Мастерс Маямі                          |      |      | 2р       | 2р       | 1р       | 2р   | 2р       |          |          | 2р   | 5–6        |
| Volvo Car Open                         |      |      |          |          |          | 1р   | 2р       |          |          | 3р   | 2–3        |
| German Open                            |      |      |          |          |          | 1р   |          |          |          |      | 0–1        |
| Мастерс Рим                            |      |      |          |          |          | 1р   | 1р       |          |          |      | 0–2        |
| Мастерс Канада                         |      |      |          |          |          |      |          |          |          |      | 0–0        |
| Toray Pan Pacific Open                 |      |      |          |          |          |      |          |          |          |      | 0–0        |
| Кубок Кремля                           | К1р  | К1р  |          |          | 1р       | К1р  |          |          | 2р       |      | 1–2        |
| Колишні турніри WTA Tier I             |      |      |          |          |          |      |          |          |          |      |            |
| Zurich Open                            |      |      |          | К1р      | К2р      |      |          |          |          | NT1  | 0–0        |
| Рейтинг на кінець року                 | 276  | 188  | 148      | 114      | 80       | 90   | 214      | 158      | 97       |      | N/A        |

## Перемоги над гравцями першої 10-ки
| #    | Гравець         | Рейтинг | Турнір                 | Покриття | Rd | Рахунок  | TPR     |
| ---- | --------------- | ------- | ---------------------- | -------- | -- | -------- | ------- |
| 2008 |                 |         |                        |          |    |          |         |
| 1.   | Віра Звонарьова | Ранг 10 | US Open, New York, США | Тверде   | 2р | 6–3, 6–3 | Ранг 76 |